# Eduardo C. Gulliver
Eduardo Gulliver Castro (13 de octubre de 1890, Sinaloa, México - 24 de diciembre de 1926, Cananea Sonora,) fue un músico, compositor, maestro y director de banda de música.

## Historia
Su padre fue el inglés Charles T. Gulliver y su madre la sinaloense Florentina Castro. Tuvo nueve hermanos que fueron Ricardo, Rosario, Concepción, Lourdes, Francisco, Federico, Dora, Roberto y Antonio.
Aprendió a tocar música como violinista; posteriormente fue, maestro de música, director de orquesta y compositor de música clásica como valses. Fundó y dirigió en 1914, la “Banda de Música Mineros de Cananea”, en 1922, la “Banda Aquiles Serdán”, y posteriormente la “Banda Gulliver”, la cual era una réplica de orquestas francesas del siglo XIX, integrada por los músicos Ramón M. Torres, Rafael Jarero, Ramón H. Larrañaga, Miguel Vidal, Federico Bustillos y otros músicos locales y con la que hacia giras por los diferentes poblados del estado. También fue director de la banda de música de la compañía minera ubicada en Nacozari la Moctezuma Cooper Company.
Impartió clases de música en Nacozari donde tuvo como alumno a Manuel S. Acuña, en Pilares Sonora y en Hermosillo en la Escuela e Internado Coronel J. Cruz Gálvez. Es contemporáneo del también compositor sonorense de Nacozari, Silvestre Rodríguez.
Con la intención de hacer filmaciones en varios municipios sonorenses con fines promocionales a nivel nacional e internacional, el 13 de junio de 1923 partió por ferrocarril hacia las poblaciones sonorenses de Nogales, Magdalena, Hermosillo y Guaymas para promover su película, “Serie Sonora”, producida por “Foto Cine Sonora”, la cual fue filmada en Cananea, futuro que no llegó.
En octubre de 1908, se casó con Salomé Estolano, relación de la cual tuvieron 4 hijos: María Florentina, Eduardo, Lupita y Esperanza.  
Falleció en Cananea a los 35 años en 1926, donde fue sepultado bajo la música de la Marcha Fúnebre de Chopin” tocada por las bandas de música Aquiles Serdán y Obreros de Buena Vista, bajo la dirección de Ángel Elizondo.

## Reconocimientos
En 1942, se inaugura el “Teatro-estudio Eduardo C. Gulliver” en honor al músico y compositor, el cual sería el primero en la historia de la radio sonorense, mismo que contaba con 100 butacas además del estrado. En él se celebraron múltiples programas de artísticos y culturales y desde 1957 fueron transmitidos los viernes, por la radio local. Una réplica del mismo se en el "Museo de la Lucha Obrera” en Cananea.
Se construyó una tumba a manera de reconocimiento y memoria, la cual fue terminada el 27 de octubre de 1928.

## Obra
Algunas de las composiciones se enlistan:
- A mi Lupe
- Alejo Bay
- Alicia
- Bella Surama
- Celia
- Delfina
- Hierbas y forito
- Josefina
- Lilas y dalias  (Vals)[7]
- Nada sin ti
- Orfandad
- Picos
- Recuerdos a Josefita
- Recuerdos a Lola
- Rosas de la tarde[8]
- Saludo a Suaqui
- Un ángel más
- Veintitrés de infantería
- Virginia Campbell
- Viva Taylor
- Viva Zúñiga